# Mick Vukota
Marinko "Mick" Vukota, född 14 september 1966, är en kanadensisk före detta professionell ishockeyspelare som tillbringade elva säsonger i den nordamerikanska ishockeyligan National Hockey League (NHL), där han spelade för ishockeyorganisationerna New York Islanders, Tampa Bay Lightning och Montreal Canadiens. Han producerade 46 poäng (17 mål och 29 assists) samt drog på sig 2 071 utvisningsminuter på 573 grundspelsmatcher. Han har tidigare spelat på lägre nivåer för Springfield Indians och Capital District Islanders i American Hockey League (AHL), Utah Grizzlies i International Hockey League (IHL) och Winnipeg Warriors, Kelowna Rockets och Spokane Chiefs i Western Hockey League (WHL).
Han blev aldrig draftad av någon NHL-organisation.
Vukota var rankad som en av sin generations bästa enforcers (slagskämpar) i NHL.

## Statistik
| Källa: Utv = Utvisningsminuter | Källa: Utv = Utvisningsminuter | Källa: Utv = Utvisningsminuter |             | Grundserie  | Grundserie  | Grundserie  | Grundserie  | Grundserie  |             | Slutspel    | Slutspel    | Slutspel    | Slutspel    | Slutspel |
| Säsong                         | Lag                            | Liga                           | Matcher     | Mål         | Assist      | Poäng       | Utv         | Matcher     | Mål         | Assist      | Poäng       | Utv         |             |          |
| ------------------------------ | ------------------------------ | ------------------------------ | ----------- | ----------- | ----------- | ----------- | ----------- | ----------- | ----------- | ----------- | ----------- | ----------- | ----------- | -------- |
| 1983–1984                      | Winnipeg Warriors              | WHL                            | 3           | 1           | 1           | 2           | 10          | —           | —           | —           | —           | —           |             |          |
| 1984–1985                      | Kelowna Rockets                | WHL                            | 66          | 10          | 6           | 16          | 247         | 6           | 0           | 0           | 0           | 56          |             |          |
| 1985–1986                      | Spokane Chiefs                 | WHL                            | 64          | 19          | 14          | 33          | 369         | 9           | 6           | 4           | 10          | 68          |             |          |
| 1986–1987                      | Spokane Chiefs                 | WHL                            | 61          | 25          | 28          | 53          | 337         | 4           | 0           | 0           | 0           | 40          |             |          |
| 1987–1988                      | New York Islanders             | NHL                            | 17          | 1           | 0           | 1           | 82          | 2           | 0           | 0           | 0           | 23          |             |          |
|                                | Springfield Indians            | AHL                            | 52          | 7           | 9           | 16          | 375         | —           | —           | —           | —           | —           |             |          |
| 1988–1989                      | New York Islanders             | NHL                            | 48          | 2           | 2           | 4           | 237         | —           | —           | —           | —           | —           |             |          |
|                                | Springfield Indians            | AHL                            | 3           | 1           | 0           | 1           | 33          | —           | —           | —           | —           | —           |             |          |
| 1989–1990                      | New York Islanders             | NHL                            | 76          | 4           | 8           | 12          | 290         | 1           | 0           | 0           | 0           | 17          |             |          |
| 1990–1991                      | New York Islanders             | NHL                            | 60          | 2           | 4           | 6           | 238         | —           | —           | —           | —           | —           |             |          |
|                                | Capital District Islanders     | AHL                            | 2           | 0           | 0           | 0           | 9           | —           | —           | —           | —           | —           |             |          |
| 1991–1992                      | New York Islanders             | NHL                            | 74          | 0           | 6           | 6           | 293         | —           | —           | —           | —           | —           |             |          |
| 1992–1993                      | New York Islanders             | NHL                            | 74          | 2           | 5           | 7           | 216         | 15          | 0           | 0           | 0           | 16          |             |          |
| 1993–1994                      | New York Islanders             | NHL                            | 72          | 3           | 1           | 4           | 237         | 4           | 0           | 0           | 0           | 17          |             |          |
| 1994–1995                      | New York Islanders             | NHL                            | 39          | 0           | 2           | 2           | 109         | —           | —           | —           | —           | —           |             |          |
| 1995–1996                      | New York Islanders             | NHL                            | 32          | 1           | 1           | 2           | 106         | —           | —           | —           | —           | —           |             |          |
| 1996–1997                      | New York Islanders             | NHL                            | 17          | 1           | 0           | 1           | 71          | —           | —           | —           | —           | —           |             |          |
|                                | Utah Grizzlies                 | IHL                            | 43          | 11          | 11          | 22          | 185         | 7           | 1           | 2           | 3           | 20          |             |          |
| 1997–1998                      | Tampa Bay Lightning            | NHL                            | 42          | 1           | 0           | 1           | 116         | —           | —           | —           | —           | —           |             |          |
|                                | Montreal Canadiens             | NHL                            | 22          | 0           | 0           | 0           | 76          | 1           | 0           | 0           | 0           | 0           |             |          |
| 1998–1999                      | Utah Grizzlies                 | IHL                            | 48          | 8           | 7           | 15          | 226         | —           | —           | —           | —           | —           |             |          |
| 1999–2000                      | Utah Grizzlies                 | IHL                            | 71          | 6           | 15          | 21          | 249         | 4           | 0           | 0           | 0           | 2           |             |          |
| 2000–2011                      | Spelade ej.                    | Spelade ej.                    | Spelade ej. | Spelade ej. | Spelade ej. | Spelade ej. | Spelade ej. | Spelade ej. | Spelade ej. | Spelade ej. | Spelade ej. | Spelade ej. | Spelade ej. |          |
| 2011–2012                      | Cape Cod Bluefins              | FHL                            | 1           | 0           | 0           | 0           | 4           | —           | —           | —           | —           | —           |             |          |
| NHL totalt                     | NHL totalt                     | NHL totalt                     | 573         | 17          | 29          | 46          | 2071        | 23          | 0           | 0           | 0           | 73          |             |          |
| AHL totalt                     | AHL totalt                     | AHL totalt                     | 57          | 8           | 9           | 17          | 417         | —           | —           | —           | —           | —           |             |          |
| IHL totalt                     | IHL totalt                     | IHL totalt                     | 162         | 25          | 33          | 58          | 660         | 11          | 1           | 2           | 3           | 22          |             |          |
| WHL totalt                     | WHL totalt                     | WHL totalt                     | 194         | 55          | 49          | 104         | 963         | 19          | 6           | 4           | 10          | 164         |             |          |